# Monica Nagler Wittgenstein
Monica Nagler Wittgenstein, född Wittgenstein 27 maj 1935 i Landskrona (skriven i Maria församling, Helsingborg), är en svensk journalist och litteraturkritiker.

## Biografi
Monica Nagler Wittgenstein är dotter till Heinz Wittgenstein och Birgit Grossmann-Wittgenstein samt sondotter till Stefan Grossmann och dennes svenska hustru Esther Strömberg. Hon föddes 1935 i Landskrona men flyttade samma höst med modern till Tyskland där fadern var bosatt. År 1938 återkom hon som treåring till Sverige, dit hennes familj då flydde från det av Nazityskland annekterade Österrike. 
Hon har arbetat som litteraturagent och därefter på Kulturredaktionen på Sveriges Radio som litteraturkritiker med främst inriktning på Centraleuropa. 
Hon var åren 1995–2002 ordförande för Svenska PEN-klubben. Hon är en av grundarna till Judisk Kultur i Sverige.  Hon sitter i Advisory Board på Wittgenstein Initiative, Wien. 

### Familj
Monica Nagler Wittgenstein var från 1957 och till hans död gift med Gerald Nagler och har tre barn. Hon är brorsondotter till Ludwig Wittgenstein.

### Utmärkelser
Monica Nagler Wittgenstein fick 2006 tyska Bundesverdienstkreuz 1. Klasse för sitt arbete med att sprida kunskap om tysk kultur och litteratur i Sverige. År 2007 fick hon den österrikiska medaljen "Das Goldene Ehrenkreuz".